# Ice Cream
„Ice Cream” – singel południowokoreańskiej grupy Blackpink wraz z Seleną Gomez, wydany 28 sierpnia 2020 roku przez wytwórnię YG Entertainment i Interscope Records. Promował album The Album.
Singel zadebiutował i zajął 13 miejsce na US Billboard Hot 100, stając się pierwszym singlem Blackpink, który znalazł się w pierwszej dwudziestce listy przebojów. Piosenka znalazła się w pierwszej dziesiątce zarówno na liście Billboard Global 200, jak i Global Excl. USA, a także listy przebojów w Korei Południowej, Salwadorze, na Węgrzech, w Malezji i Singapurze.

## Lista utworów
| CD | CD                           | CD                                | CD                                                                                          | CD                             | CD      |
| Nr | Tytuł utworu                 | Tekst                             | Kompozycja                                                                                  | Aranżacja                      | Długość |
| -- | ---------------------------- | --------------------------------- | ------------------------------------------------------------------------------------------- | ------------------------------ | ------- |
| 1. | „Ice Cream” (z Seleną Gomez) | Bekuh Boom, Victoria Monét, Teddy | Tommy Brown, Mr. Franks, Teddy, Bekuh Boom, Victoria Monét, 24, Selena Gomez, Ariana Grande | Tommy Brown, Mr. Franks, Teddy | 2:56    |

## Notowania
| Lista                                    | Najwyższa pozycja |
| ---------------------------------------- | ----------------- |
| South Korea (Circle)                     | 8                 |
| South Korea (Billboard)                  | 2                 |
| Argentina (Argentina Hot 100)            | 41                |
| Australia (ARIA)                         | 16                |
| Austria (Ö3 Austria Top 40)              | 57                |
| Canada (Canadian Hot 100)                | 11                |
| Canada CHR/Top 40 (Billboard)            | 24                |
| Czech Republic (Singles Digitál Top 100) | 60                |
| El Salvador (Monitor Latino)             | 9                 |
| France (SNEP)                            | 135               |
| Germany (Official German Charts)         | 78                |
| Global 200 (Billboard)                   | 8                 |
| Hungary (Single Top 40)                  | 6                 |
| Ireland (IRMA)                           | 33                |
| Japan (Japan Hot 100)                    | 22                |
| Japan Combined Singles (Oricon)          | 30                |
| Lithuania (AGATA)                        | 36                |
| Malaysia (RIM)                           | 2                 |
| Mexico Airplay (Billboard)               | 20                |
| New Zealand (Recorded Music NZ)          | 18                |
| Paraguay (SGP)                           | 35                |
| Portugal (AFP)                           | 25                |
| Scotland (OCC)                           | 20                |
| Singapore (RIAS)                         | 2                 |
| Spain (PROMUSICAE)                       | 90                |
| Sweden (Sverigetopplistan)               | 78                |
| Switzerland (Schweizer Hitparade)        | 45                |
| UK Singles (OCC)                         | 39                |
| US Billboard Hot 100                     | 13                |
| US Mainstream Top 40 (Billboard)         | 21                |

## Nagrody w programach muzycznych
| Program        | Data                | Źródło |
| -------------- | ------------------- | ------ |
| Inkigayo (SBS) | 20 września 2020    | [ 24 ] |
| Inkigayo (SBS) | 27 września 2020    | [ 25 ] |
| Inkigayo (SBS) | 4 października 2020 | [ 26 ] |

## Sprzedaż i Certyfikaty
| Kraj                       | Sprzedaż    | Certyfikat | Źródło |
| -------------------------- | ----------- | ---------- | ------ |
| Australia (ARIA)           | 70 000+     | Platynowa  | [ 27 ] |
| Brazil (Pro-Música Brasil) | 160 000+    | Diamentowa | [ 28 ] |
| Canada (Music Canada)      | 40 000+     | Złota      | [ 29 ] |
| Norway (IFPI Norway)       | 30 000+     | Złota      | [ 30 ] |
| Streaming                  |             |            |        |
| Japonia (RIAJ)             | 50 000 000+ | Złota      | [ 31 ] |